# 長城駅
座標: 北緯35度18分0.41秒 東経126度46分46.62秒 / 北緯35.3001139度 東経126.7796167度
長城駅（チャンソンえき）は、大韓民国全羅南道長城郡長城邑鈴泉里にある韓国鉄道公社（KORAIL）湖南線の駅である。

## 利用可能な路線
- 韓国鉄道公社
  - 湖南線

## 駅構造
- 島式ホーム2面4線の地上駅。

## 駅周辺
- 長城警察署
- 長城郡庁
- KT&G長城支店
- 長城農協本店
- 長城郵便局
- 長城共用バスターミナル

## 歴史
- 1914年1月11日 - 開業[1]。
- 1950年7月18日 - 朝鮮戦争で駅舎喪失。
- 1957年7月29日 - 駅舎が復旧する。
- 1965年12月30日 - 駅舎を新築。
- 2004年4月1日 - 湖南高速鉄道開業により、KTXの停車を開始。
- 2015年4月2日 - 湖南高速線開業に伴い、KTXの停車を中止。

## 隣の駅
韓国鉄道公社
湖南線
白羊寺駅 - (安平駅) - 長城駅 - (林谷駅) - (河南駅) - 光州松汀駅